# كيت كروكس
كيت كروكس هي عالمة نبات كندية، ولدت في فبراير 1833، وتوفيت في 1871.